# Ante Šarić
Ante Šarić (Split, 6. travnja 1984.), hrvatski šahist, velemajstor.
Ponikao je u Šahovskom klubu „Mornar“ Split za koji nastupa od 1994. do 2005. godine. Uvjete za velemajstorsku titulu ostvario je 2006. godine na turnirima u Cannesu, Bibinjama i Rijeci. Fide mu priznaje velemajstorsku titulu u siječnju 2007. Osvojio je 2. mjesto na Pojedinačnom prvenstvu Hrvatske (Opatija 2015.). Kao član pobjedničkih ekipa osvajao je 5 puta zaredom Ekipno prvenstvo Hrvatske. Četiri puta s Liburnijom iz Rijeke i jednom sa Zagrebom. S reprezentacijom Hrvatske 4 puta je osvajao 1. mjesto na Mitropa kupu. U 3 navrata bio je najbolja ploča na Mitropa kupu. Najveći rejting u karijeri (2600 elo) ostvario je u siječnju 2016. Po rejtingu je bio 3. igrač u Hrvatskoj i među 200 u svijetu. Nakon 9 godina igranja za Liburniju i jednu sezonu u Zagrebu u matični klub „Mornar“ Split vratio se početkom 2015. godine. U Njemačkoj ligi nastupa za SV 1920 Hofheim, u Austriji za SV-Das Wien-St. Veit, u BIH za ŠK "Bjelašnica" Pazarić, u Grčkoj za Gazi Crete. Suprug hrvatske šahistice Kristine Šarić.

## Vanjske poveznice
- 365Chess.com (engl.)